# FS 395
In der Reihe FS 395 fassten die Ferrovie dello Stato (FS) mehrere Güterzuglokomotiven der Rete Adriatica (RA) mit der Achsfolge C zusammen, die ursprünglich von der Lombardisch-venetianisch und central-italienischen Eisenbahn-Gesellschaft (LVCI) stammten:
- 3951–3952: RA 3006–3015
- 3953–3954: RA 3016–3035
- 3955: RA 3036–3045